# Parque Costero Hitachi

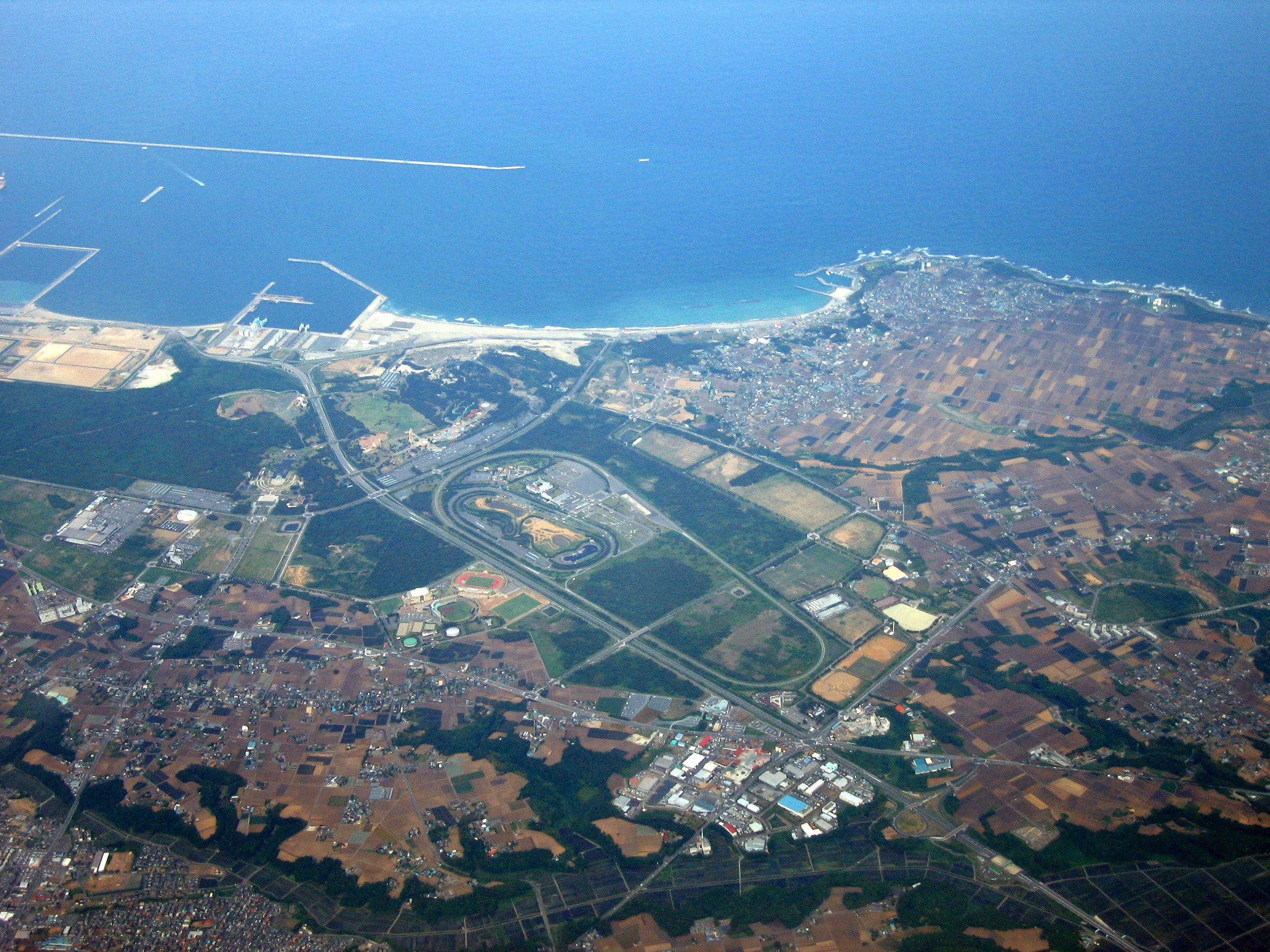
Vista parcial área de la ciudad de Hitachinaka y el “Parque Costero Hitachi”

El  Parque Costero Hitachi  (国営ひたち海浜公園 Kokuei Hitachi Kaihin Kōen?), es un "Parque estatal de Japón" (日本の国営公園  Nippon no Kokuei Kōen?), ubicado cerca a la costa del litoral del Océano Pacífico, en la ciudad de Hitachinaka de la Prefectura de Ibaraki.

## Localización
〒-312-0012  茨城県ひたちなか市大字馬渡６０５−４ (Ibaraki-ken Hitachinaka-shi Ōaza Mawatari 605 − 4).
Planos y vistas satelitales.36°24′02.2″N 140°35′28.5″E / 36.400611, 140.591250
El parque está ubicado cerca a la costa del Océano Pacífico y una zona de él, es adyacente a una playa. 
El parque depende administrativamente de la municipalidad de Hitachinaka y es un parque estatal.

## Características
Es un parque de cerca de 190 hectáreas, que posee diferentes colecciones de flores, que florecen de acuerdo a las estaciones del año; contiene además un estanque con fuentes, un parque de atracciones con una noria, una pista de atletismo e incluye senderos para bicicletas. El parque también contiene lugares para comer y a un costado de él, se encuentra una playa. 
El parque permanece abierto al público durante todo el año, contiene un gran aparcamiento vehicular, y además posee una buena infraestructura vial para acceder al parque.
El parque acoge el “Festival de Rock en Japón” en el mes de agosto de cada año.

## Jardines y bosque
El parque cuenta con una amplia variedad de jardines de flores de temporada, como azafranes, narcisos   y tulipanes  en primavera; nemophilas que se levantan a finales de la primavera y principios del verano, margaritas en verano, y kochia y el cosmos en otoño, y otras flores también crecen en el parque, como girasol, cinias, brassica campestris, campanula punctata, rosa rugosa, entre otras.
El parque es famoso por sus flores "ojos azules de bebé" (nemophilas), con el florecimiento de 4,5 millones de las flores con pétalos color azul translúcido en un cerro del parque, alrededor del mes de mayo.
Además, el parque cuenta con un jardín de narcisos,  que contiene un millón de narcisos con diversas características y florece en la primavera.
Unas 170 variedades de tulipanes que florecen alrededor del mes de abril. 
Azafranes también florecen a principios de la primavera.
Es posible ver aves, como Ánade picopinto y  Zampullín común en primavera.
En el otoño, alrededor de octubre florece la kochia (zarza ardiente) y el cosmos en el cerro más alto de la ciudad, ubicado dentro del parque.
Contiene el parque, el Bosque natural de Hitachinaka, con arbolados con un enfoque en el pino negro japonés y el pino rojo japonés. Se puede observar el Martín pescador en sus estanques.
Además, el parque contiene una zona de césped de unas 8 hectáreas.

## Galería de imágenes del “Parque Costero Hitachi”

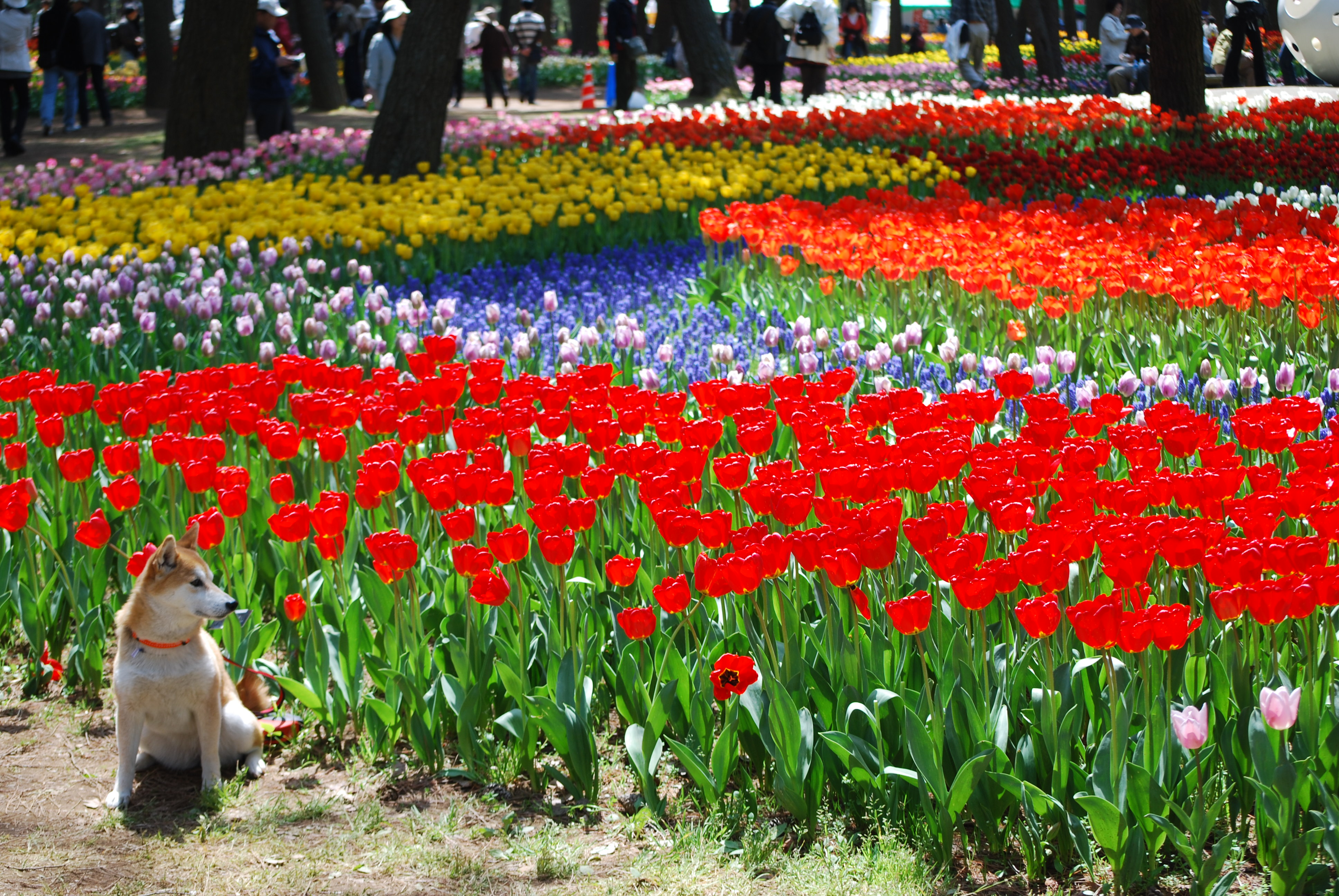
Tulipanes.
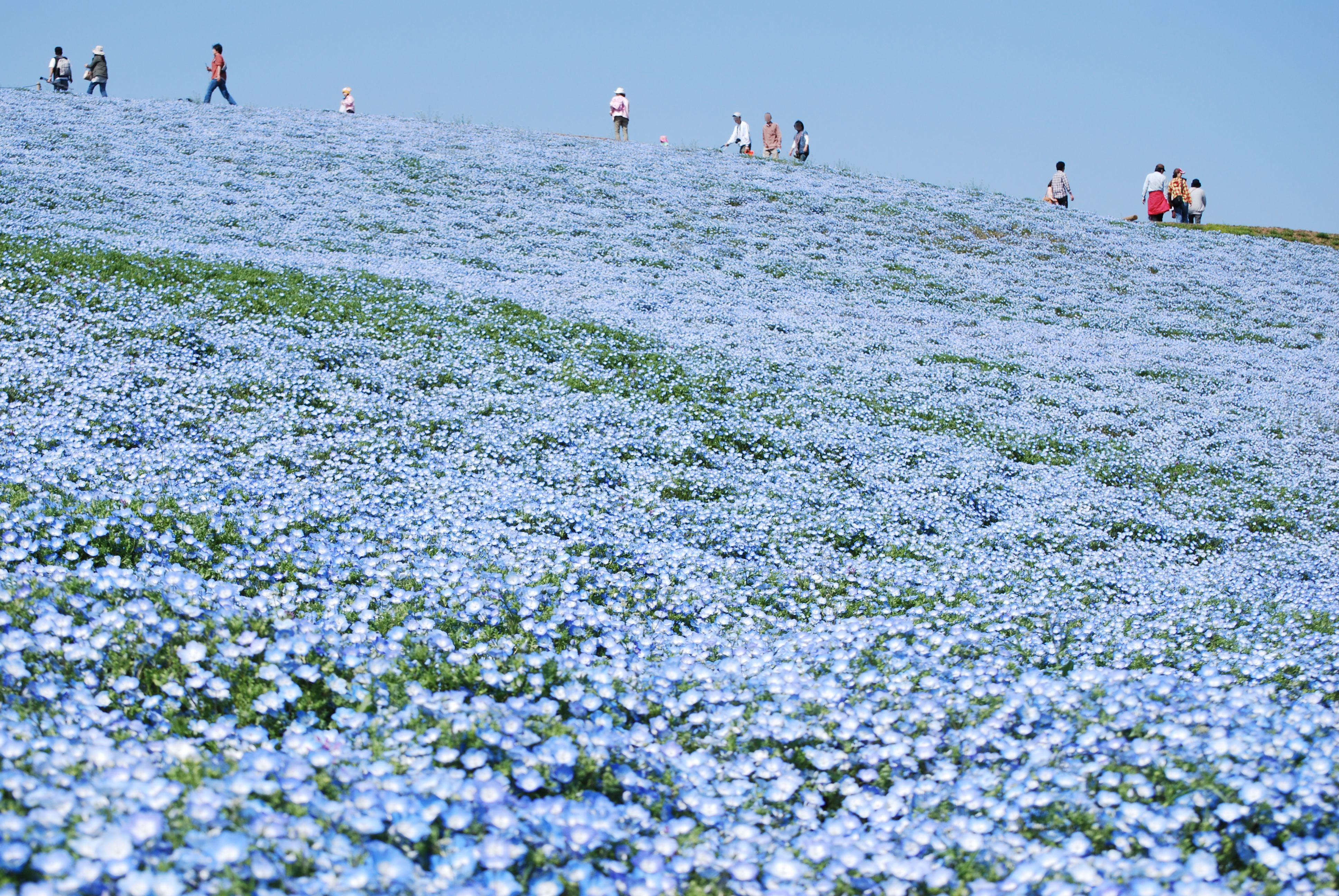
Nemophilas.
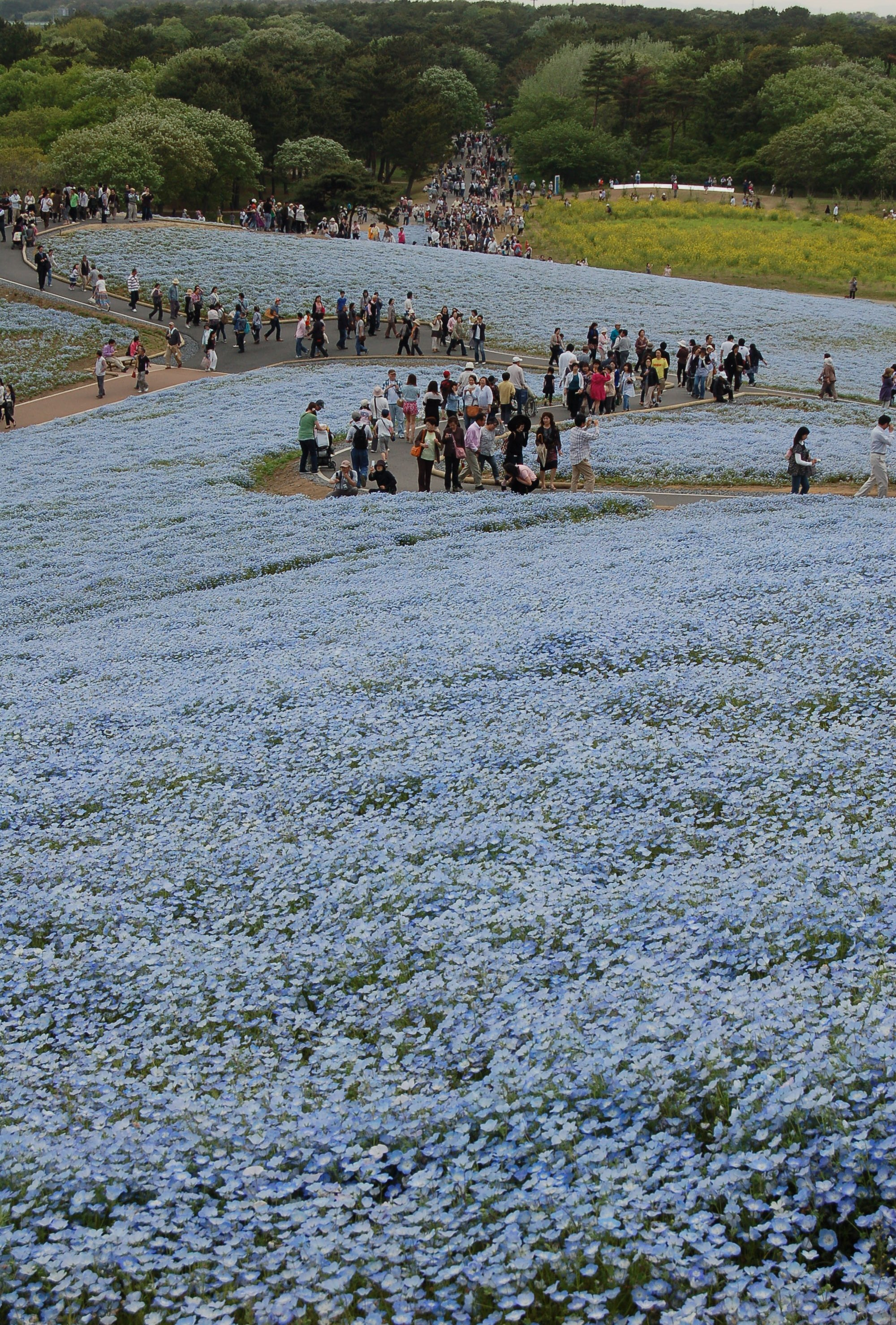
Nemophilas.
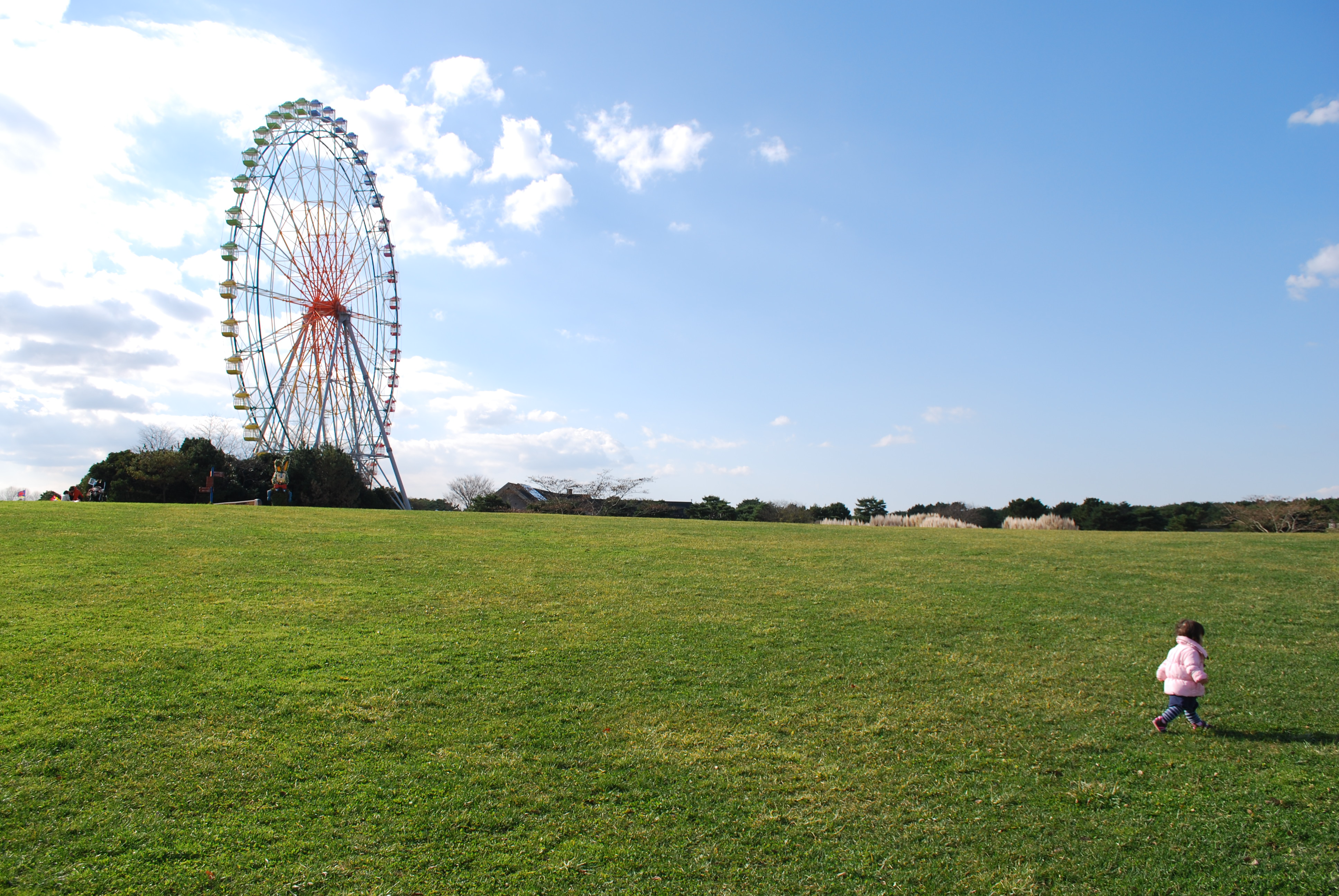
Noria.
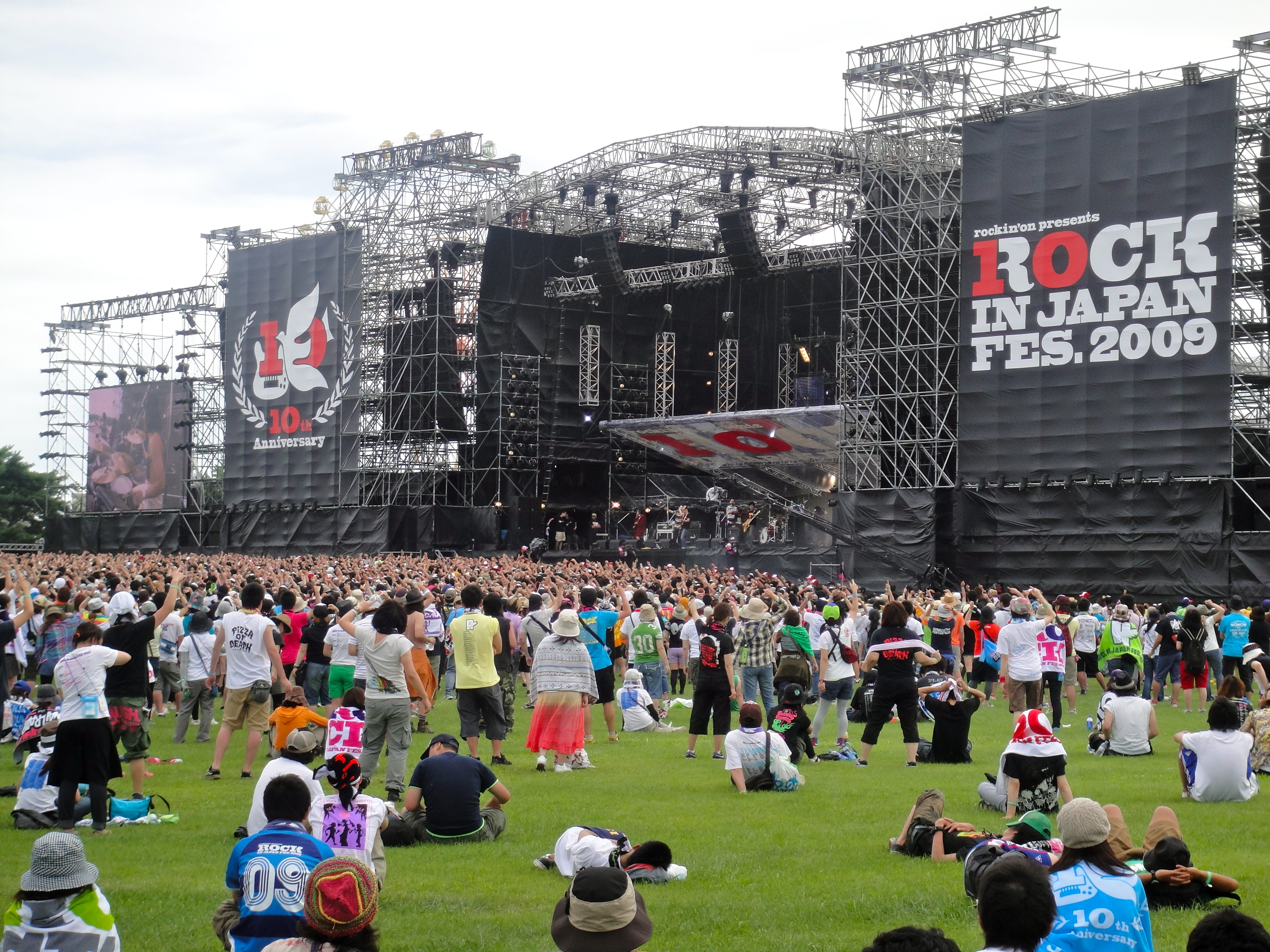
Festival de Rock.